# Verjnenazárovskoye
Verjnenazarovskoye (del ruso: Верхненазаровское) es un pueblo (selo) del raión de Krasnogvardéiskoye en la república de Adiguesia de Rusia. Está situado 19 km al sureste de Krasnogvardéiskoye y 53 km al noroeste de Maikop, la capital de la república. Tenía 552 habitantes en 2010
Pertenece al municipio de Sadovoye.